# Château de Quincey
Le château de Quincey  est un château moderne situé à Quincey (Côte-d'Or) en Bourgogne-Franche-Comté.

## Localisation
Le château est situé dans un grand parc qui limite l'agglomération à l'est.

## Historique
Le premier château relevant directement des ducs de Bourgogne date du XIIIe siècle.  En 1366, il relève de Pierre d'Aligny auquel Girard de Quincey succède en 1372. Rasé sous Louis XI, il est rebâti en 1487 par Claude Poinsot, seigneur d'Eguilly et de Grosbois. 
Le 23 novembre 1572, Jacques d'Orge et son épouse Françoise Siclier qui avait apporté à son mari la baronnie de Chalancey sont massacrés dans leur château de Quincey livré à l'incendie et au pillage par les soldats protestants du duc des Deux-Ponts qui sèment la terreur et la mort dans les environs de Nuits-Saint-Georges,. 
Après un second incendie en 1707, le château est reconstruit sur les mêmes bases par Antoine Cortois[réf. souhaitée]. 
En 1658, Louis XIV âgé de 20 ans et Anne d'Autriche, accompagnés du duc d’Anjou, du chancelier Le Tellier, du duc d’Épernon gouverneur de Bourgogne, des nièces du cardinal Mazarin et la cour sont reçus au château par le marquis de Thianges où le roi préside une séance solennelle du parlement de Bourgogne. Une plaque commémore l’évènement dans la chapelle.
En 1794, le château comporte une cour carrée de 20 toises où on pénètre par un pont de pierre suivi d’une grille en fer, le château proprement orienté à l’ouest de 150 pieds de long et 34 pieds de large, le tout entouré d'un fossé alimenté par la rivière du Meuzin. Hormis les fossés, ni tours ni créneaux ni pont levis annonçant un château fort. Le château a connu depuis plusieurs propriétaires qui l’ont maintenu en bon état.
L'édifice a été acquis en 1995 par Jean et Anne Coignard-Dollinger qui l’ont restauré en collaboration avec un architecte du Patrimoine.

## Architecture
Le château actuel se dresse au bout d’une longue allée cavalière sur une plate-forme rectangulaire entourée de fossés sur trois côtés. Sur le cadastre de 1827 le quatrième, derrière le château au nord, était également baigné par un fossé en eau. Autour de la cour d’honneur s’organisent la chapelle, le colombier carré de 2 000 boulins, la conciergerie et le château proprement dit. Un étage de combles aux lucarnes ornementées surmonte les deux niveaux d’habitation. La façade sud remaniée au XIXe siècle présente un portique de style toscan à quatre colonnes supportant une terrasse qui domine le parc. Autrefois aménagé par André Le Nôtre celui-ci a été transformé à l’anglaise. 
Les façades et les toitures du château et des dépendances, la chapelle et sa décoration, les douves sont inscrits par arrêté du 2 mars 1970.